# Festivali i Këngës 2023
Das 62. Festivali i Këngës (albanisch; „Festival des Liedes“, „Songfestival“) fand zwischen dem 19. und 22. Dezember 2023 statt. Das Musikfestival von Radio Televizioni Shqiptar (RTSH) diente als albanischer Vorentscheid für den Eurovision Song Contest 2024 in Malmö (Schweden). Zum Gewinner des Festivals bestimmte die Jury Mal Retkoceri mit dem Lied Çmendur. Vom Publikum zur Vertreterin Albaniens am ESC wurde Besa Kokëdhima mit dem Lied Zemrën n’dorë gewählt. Weitere Ausgezeichnete waren das Peter Pan Quartet für die besten Newcomer (erstmaligen Teilnehmer) und Martina Serreqi, die den Kritikerpreis gewann.

## Format
Am 30. August 2023 bestätigte RTSH seine Teilnahme am Eurovision Song Contest 2024. Gleichzeitig gab man bekannt, erneut das Festivali i Këngës als Vorentscheid nutzen zu wollen.

### Konzept
Am 9. Oktober 2023 gab man bekannt, dass der albanische Teilnehmer für den Eurovision Song Contest durch eine Kombination von Tele- und Juryvoting ausgewählt werden soll. Im Vorjahr war der Teilnehmer noch durch ein reines Televoting bestimmt worden.

### Beitragswahl
Zwischen dem 1. September und dem 10. Oktober 2023 konnten interessierte Künstler ihre Beiträge einreichen. Insgesamt wurden mehr als 80 Beiträge aus der ganzen Welt eingereicht.
Die Jury bestand aus folgenden Mitgliedern:
- Aleksandër Gjoka
- Indrit Mesiti
- Adelina Ismajli
- Fitnete Tuda
- Helena Kadare
- Natasha Lako
- Anila Aliu
- Shpëtim Kushta
- Victor van Vugt
- Zana Shuteriqi
- Shkumbin Ahmetxheka

### Austragungsort
Am 14. Oktober 2023 wurde der Pallati i Kongreseve in Tirana als Austragungsort bekanntgegeben.

### Moderation
Am 9. November 2023 wurde Kledi Kadiu als Moderator vorgestellt. Mit ihm moderierten Adriana Matoshi und Krisa Caushi.

## Teilnehmer
Die Teilnehmer wurden am 17. Oktober 2023 bekanntgegeben.
Am 1. November wurde bekanntgegeben, dass sich Kejsi Tola und Samanta Karavella vom Wettbewerb zurückgezogen hatten. Sie wurden durch die Band Peter Pan Quartet bzw. die Sängerin Irma Lepuri ersetzt. Am 2. Dezember 2023 wurde der Rückzug von Sardi Strugaj kommuniziert. Strugaj wurde durch die Sängerin Eden Baja ersetzt.
Die Sängerinnen hätten mit folgenden Beiträgen am Festival teilgenommen:
| Interpret         | Lied Musik (M) und Text (T)                    | Sprache | Übersetzung (inoffiziell) |
| ----------------- | ---------------------------------------------- | ------- | ------------------------- |
| Kejsi Tola        | Vallëzoj me dritën M/T: Kejsi Tola, Olti Curri |         | Ich tanze mit dem Licht   |
| Samanta Karavella | N’majë M/T: Liridon Berisha, Samanta Karavella |         | Oben                      |
| Sardi Strugaj     | Boshatisur M/T: Sardi Strugaj                  |         | Geleert                   |

### Zurückkehrende Teilnehmer
| Interpret         | Jahr                                                |
| ----------------- | --------------------------------------------------- |
| Anduel Kovaçi     | 2022                                                |
| Andi Tanko        | 2015                                                |
| Arsi Bako         | 2022                                                |
| Besa Kokëdhima    | 2008, 2010                                          |
| Besa Krasniqi     | 2015                                                |
| Eldis Arnjeti     | 2021                                                |
| Elsa Lila         | 1996, 1997, 2022                                    |
| Festina Mejzini   | 2016, 2017 (mit Na), 2020                           |
| Kastro Zizo       | 2019, 2020, 2021, 2022 (Als Mitglied von 2 Farm)    |
| Kejsi Tola        | 2012                                                |
| Melodajn Mancaku  | 2022                                                |
| Olimpia Smajlaj   | 2021                                                |
| Tiri Gjoci        | 2016, 2017, 2019                                    |
| Samanta Karavella | 2011                                                |
| Sardi Strugaj     | 2020                                                |
| Sergio Hajdini    | 2016 (mit Luka Hajdini), 2022                       |
| Vesa Luma         | 2004 (mit Rona Nishliu und Teuta Kurti), 2007, 2012 |

## Halbfinale
Die Aufteilung der Künstler auf die beiden Halbfinale wurde am 1. November 2023 bekanntgegeben.

### Erster Abend
Das erste Halbfinale fand am 19. Dezember statt. Im Rahmenprogramm trat Umberto Tozzi auf.
| Startnr. | Interpret          | Lied Musik (M) und Text (T)                                   | Sprache                     | Übersetzung (inoffiziell)      |
| -------- | ------------------ | ------------------------------------------------------------- | --------------------------- | ------------------------------ |
| 1        | Stivi Ushe         | Askush si ty M: Aleks Gjonpalaj, Stivi Ushe; T: Stivi Ushe    | Albanisch                   | Niemand wie du                 |
| 2        | Besa Kokëdhima     | Zemrën n’dorë M: Kledi Bahiti, Besa Kokëdhima; T: Rozana Radi | Albanisch                   | Herz in der Hand               |
| 3        | Mal Retkoceri      | Çmendur M/T: Mal Retkoceri                                    | Albanisch                   | Verrückt                       |
| 4        | Eldis Arrnjeti     | Një kujtim M: Bujar Daci; T: Eldis Arrnjeti                   | Albanisch                   | Eine Erinnerung                |
| 5        | Shpat Deda         | S’mund t’jetoj pa ty M/T: Shpat Deda                          | Albanisch                   | Ich kann nicht ohne dich leben |
| 6        | Jehona Ponari      | Evol M/T: Jehona Ponari                                       | Albanisch                   | –                              |
| 7        | Peter Pan Quartet  | Edhe një herë M/T: Rael Hoxha                                 | Albanisch                   | Ein Mal noch                   |
| 8        | Festina Mejzini    | Melos M/T: Sokol Marsi                                        | Albanisch                   | –                              |
| 9        | Kastro Zizo        | 2073 M: Klevis Bega; T: Timo Flloko                           | Albanisch                   | –                              |
| 10       | Luan Durmishi      | Përsëritja M: Tomor Kuçi; T: Tomor Kuçi, Luan Durmishi        | Albanisch, Latein, Englisch | Wiederholen                    |
| 11       | Melodajn Mancaku   | Nuk jemi më M: Wendi Mancaku; T: Melodajn Mancaku             | Albanisch                   | Das sind nicht wir             |
| 12       | Olsi Ballta        | Unë M/T: Bledar Gramo                                         | Albanisch                   | Ich                            |
| 13       | Andi Tanko         | Herë pas here M/T: Andi Tanko                                 | Albanisch                   | Immer wieder                   |
| 14       | Sergio Hajdini     | Uragan M/T: Sergio Hajdini                                    | Albanisch                   | Hurrikan                       |
| 15       | Santino De Bartolo | Dua të rri me ty M/T: Santino De Bartolo                      | Albanisch                   | Ich möchte bei dir bleiben     |
| 16       | Olimpia Smajlaj    | Asaj M/T: Olimpia Smajlaj, Briz Musaraj                       | Albanisch                   | Ihres                          |

 Kandidat hat sich für das Finale qualifiziert.
 Kandidat ist bereits für das Finale qualifiziert.

### Zweiter Abend
Das zweite Halbfinale fand am 20. Dezember statt. Als Gäste traten Aleksandër Gjoka und Bojken Lako sowie Indrit Mesiti auf.
| Startnr. | Interpret              | Lied Musik (M) und Text (T)                                     | Sprache   | Übersetzung (inoffiziell) |
| -------- | ---------------------- | --------------------------------------------------------------- | --------- | ------------------------- |
| 1        | Big Basta & Vesa Luma  | Mbinatyrale M: Alban Kondi, Fabian Basha; T: Gerald Xhari       | Albanisch | Übernatürlich             |
| 2        | Elsa Lila              | Mars M/T: Elsa Lila                                             | Albanisch | März                      |
| 3        | Jasmina Hako           | Ti M: Artemis Veizaj; T: Florian Zyka                           | Albanisch | Es                        |
| 4        | Michela Paluca         | Për veten M: Enis Mullaj; T: Eriona Rushiti                     | Albanisch | Für mich                  |
| 5        | Anduel Kovaçi          | Nan’ M/T: Anduel Kovaçi                                         | Albanisch | –                         |
| 6        | Kleansa Susaj          | Pikturë M: Jeris Kaso; T: Florian Zyka                          | Albanisch | Malerei                   |
| 7        | Eden Baja              | Ajër M/T: Anxhela Llaha                                         | Albanisch | Luft                      |
| 8        | Erina & The Elementals | Jetën n’Skaj M: Altin Gjoni, Arvit Banishta; T: Altin Gjoni     | Albanisch | Ein Leben am Abgrund      |
| 9        | Irma Lepuri            | Më prit M/T: Irma Lepuri                                        | Albanisch | Warte auf mich            |
| 10       | Arsi Bako              | Zgjohu M: Denis Hima; T: Arsi Bako                              | Albanisch | Wecken                    |
| 11       | Tiri Gjoci             | Në ëndërr M: Tiri Gjoci; T: Neda Balluku, Romeo Veshaj          | Albanisch | Im Traum                  |
| 12       | Besa Krasniqi          | Esenciale M/T: Besa Krasniqi                                    | Albanisch | Essentiell                |
| 13       | Bledi Kaso             | Çdo gjë mbaroi M: Bledi Kaso; T: Pandi Laço                     | Albanisch | Alles ist vorbei          |
| 14       | Troy Band              | Horizonti i ëndrrave M: Troy Band; T: Alda Cuka, Anton Lakuriqi | Albanisch | Horizont der Träume       |
| 15       | Martina Serreqi        | Vetëm ty M: Markelian Kapidani; T: Andi Krroqi                  | Albanisch | Nur du                    |

 Kandidat hat sich für das Finale qualifiziert.
 Kandidat ist bereits für das Finale qualifiziert.

## Dritter Abend
Der dritte Abend fand am 21. Dezember statt. Die Wettbewerbsteilnehmer interpretierten gemeinsam mit früheren Teilnehmern Lieder aus vergangenen Editionen des Wettbewerbs sowie des Eurovision Song Contest.
| Startnr. | Interpret                          | Gast                   | Lied                        |
| -------- | ---------------------------------- | ---------------------- | --------------------------- |
| 1        | Eldis Arrnjeti                     | Myfarete Laze          | Pragu i vegjëlisë           |
| 2        | Besa Krasniqi                      | Irma & Eranda Libohova | Nuk e harroj                |
| 3        | Kleansa Susaj & Michela Paluca     |                        | Voilà                       |
| 4        | Sergio Hajdini                     | Eneda Tarifa           | Mesnatë                     |
| 5        | Arsi Bako                          | Eugent Bushpepa        | S'mund t'jetoj pa ty        |
| 6        | Olimpia Smajlaj                    | Fitnete Tuda           | Shi bie në Tiranë           |
| 7        | Jasmina Hako & Mal Retkoceri       |                        | Fairytale                   |
| 8        | Peter Pan Quartet & Troy Band      |                        | Zitti e buoni               |
| 9        | Festina Mejzini                    | Florent Abrashi        | Mes nesh është dashuria     |
| 10       | Tiri Gjoci                         | Sidrit Bejleri         | Erdh pranvera               |
| 11       | Andi Tanko                         | Angus Dei              | Ku është dashuria           |
| 12       | Erina Seitllari & Olsi Ballta      |                        | Hard Rock Hallelujah        |
| 13       | Irma Lepuri & Shpat Deda           |                        | Nel blu, dipinto di blu     |
| 14       | Jehona Ponari & Martina Serreqi    |                        | Wild Dances                 |
| 15       | Melodajn Mancaku                   | Edmond Mancaku         | Telefonatë zemrash          |
| 16       | Big Basta & Vesa Luma              | Elton Deda             | Qyteti i vjetër             |
| 17       | Eden Baja                          | Anxhela Llaha          | Satellite                   |
| 18       | Anduel Kovaçi                      | Ilir Shaqiri           | Udhët e mia                 |
| 19       | Kastro Zizo                        | Rea Nuhu               | Sagapo, të dua              |
| 20       | Besa Kokëdhima                     | Jehona Sopi            | Rrjedh në këngë e ligjërime |
| 21       | Elsa Lila                          | Enrico Melozzi         | Një serenatë për dy         |
| 22       | Luan Durmishi & Santino De Bartolo |                        | Insieme: 1992               |
| 23       | Bledi Kaso & Stivi Ushe            |                        | Arcade                      |

## Finale
Das Finale fand am 22. Dezember statt.
| Rang   | Startnr. | Interpret              | Lied Musik (M) und Text (T)                                   | Sprache   | Übersetzung (inoffiziell)      |
| ------ | -------- | ---------------------- | ------------------------------------------------------------- | --------- | ------------------------------ |
| 1      | 2        | Mal Retkoceri          | Çmendur M/T: Mal Retkoceri                                    | Albanisch | Verrückt                       |
| 2      | 5        | Tiri Gjoci             | Në ëndërr M: Tiri Gjoci; T: Neda Balluku, Romeo Veshaj        | Albanisch | Im Traum                       |
| 3      | 21       | Shpat Deda             | S’mund t’jetoj pa ty M/T: Shpat Deda                          | Albanisch | Ich kann nicht ohne dich leben |
| 4.–22. | 1        | Kastro Zizo            | 2073 M: Klevis Bega; T: Timo Flloko                           | Albanisch | –                              |
| 4.–22. | 3        | Erina & The Elementals | Jetën n’Skaj M: Altin Gjoni, Arvit Banishta; T: Altin Gjoni   | Albanisch | Ein Leben am Abgrund           |
| 4.–22. | 4        | Melodajn Mancaku       | Nuk jemi më M: Wendi Mancaku; T: Melodajn Mancaku             | Albanisch | Das sind nicht wir             |
| 4.–22. | 6        | Kleansa Susaj          | Pikturë M: Jeris Kaso; T: Florian Zyka                        | Albanisch | Malerei                        |
| 4.–22. | 7        | Irma Lepuri            | Më prit M/T: Irma Lepuri                                      | Albanisch | Warte auf mich                 |
| 4.–22. | 8        | Festina Mejzini        | Melos M/T: Sokol Marsi                                        | Albanisch | –                              |
| 4.–22. | 9        | Eldis Arrnjeti         | Një kujtim M: Bujar Daci; T: Eldis Arrnjeti                   | Albanisch | Eine Erinnerung                |
| 4.–22. | 10       | Martina Serreqi        | Vetëm ty M: Markelian Kapidani; T: Andi Krroqi                | Albanisch | Nur du                         |
| 4.–22. | 11       | Besa Krasniqi          | Esenciale M/T: Besa Krasniqi                                  | Albanisch | Essentiell                     |
| 4.–22. | 12       | Sergio Hajdini         | Uragan M/T: Sergio Hajdini                                    | Albanisch | Hurrikan                       |
| 4.–22. | 13       | Olimpia Smajlaj        | Asaj M/T: Briz Musaraj, Olimpia Smajlaj                       | Albanisch | Ihres                          |
| 4.–22. | 14       | Anduel Kovaçi          | Nan’ M/T: Anduel Kovaçi                                       | Albanisch | –                              |
| 4.–22. | 15       | Michela Paluca         | Për veten M: Enis Mullaj; T: Eriona Rushiti                   | Albanisch | Für mich                       |
| 4.–22. | 16       | Peter Pan Quartet      | Edhe një herë M/T: Rael Hoxha                                 | Albanisch | Ein Mal noch                   |
| 4.–22. | 17       | Besa Kokëdhima         | Zemrën n’dorë M: Kledi Bahiti, Besa Kokëdhima; T: Rozana Radi | Albanisch | Herz in der Hand               |
| 4.–22. | 18       | Arsi Bako              | Zgjohu M: Denis Hima; T: Arsi Bako                            | Albanisch | Wecken                         |
| 4.–22. | 19       | Elsa Lila              | Mars M/T: Elsa Lila                                           | Albanisch | März                           |
| 4.–22. | 20       | Andi Tanko             | Herë pas here M/T: Andi Tanko                                 | Albanisch | Immer wieder                   |
| 4.–22. | 22       | Big Basta & Vesa Luma  | Mbinatyrale M: Alban Kondi, Fabian Basha; T: Gerald Xhari     | Albanisch | Übernatürlich                  |